# Мюпа Будапеща
Мюпа (на унгарски: Müpa; преди известен като Дворец на изкуствата) е многофункционално културно съоръжение в Будапеща.
Характерно за него е това, че осигурява постоянен дом за практикуващи и любители на три различни клона на изкуството едновременно: музикални, визуални и театрални изкуства. Изложбените, концертните и театралните зали функционират и определят програмите си независимо една от друга.
Дворецът е построен на южната част на брега на р. Дунав, в Пеща, до моста „Ракоци“, в близост до Националния театър.

## Конструкция
Сградата с площ над 10 000 м2 е завършена за три години и е отворена за публиката на 14 март 2005 г. Общата ѝ площ е 64 000 м2.
Екстериорът на сградата се характеризира с прости линии, почти пълно отсъствие на декоративни елементи, и огромни, свързани стъклени повърхности. Вътрешните пространства са просторни и прегледни; изработени са с отговарящ на функциите прецизен дизайн и са използвани естествени материали. Дизайнът е дело на архитектите от строителна фирма „Зобоки, Деметер и съдружници“, с главен проектант Габор Зобоки.

## Структура
Съоръжението се състои от три основни звена. Централната част е Националната концертна зала „Бела Барток“, помещенията на Фестивалния театър са от източната страна, а изложбените и изпълнителски зали на музея „Лудвиг“ са на западната страна откъм Дунав. Стъклените стени на общото, внушително, високо фоайе на трите големи звена предлагат постоянен изглед към външния свят и намиращия се в съседство Национален театър. Многофункционалното използване на съоръжението се улеснява от множеството мултифункционални помещения.
Постоянни „обитатели“ на Мюпа са Националният филхармоничен оркестър, хор и нотен архив, Музеят „Лудвиг“ и Националният танцов театър.
В залите на комплекса имат възможност да се представят и други участници в културния живот и чуждестранни артисти. Отговорност за отправянето на покана към тях, сключването на договор и координирането на програмите на различните звена и за експлоатацията на сградата носи стопанско дружество, създадено от Министерството на националното културно наследство.
През 2006 г. Мюпа печели най-престижното международно признание за архитектура, FIABCI (Международен съюз за специалисти по недвижимите имоти) – наградата „Prix d'Excellence“, в специална категория „Сгради, обслужващи широката публика“.
Наградата, изложена във фоайето на сградата, гласи: „Дворецът на изкуствата е най-доброто културно съоръжение в света“.